# Calpurnia Pisonis
Pour les articles homonymes, voir Calpurnia.
Calpurnie (en latin Calpurnia) (Ier siècle av. J.-C.), est la fille de l'homme politique romain Pison Caesoninus et la dernière épouse de Jules César.

## Biographie
En 59 av. J.-C., elle épouse Jules César en quatrième noces — même s'il est possible qu'en réalité ce mariage soit son  cinquième, car le nombre de ses épouses diffère selon les récits.
Calpurnie est la dernière épouse de César et celle avec laquelle il resta marié le plus longtemps, jusqu'à son assassinat en 44 av. J.-C. Ils n'eurent cependant pas d'enfant ensemble. C'est elle qui, en rêve, aurait vu la scène du meurtre avant qu'elle ne se produise et aurait mis en garde César, qui devait se rendre au Sénat, ce que vint corroborer une prophétie de l'haruspice étrusque Titus Vestricius Spurinna qui lui disait aussi de se méfier des ides de mars.
Après la mort de César, elle ne se remaria pas.

## Dans la fiction
En tant qu'épouse de César, elle apparaît de façon secondaire dans certaines œuvres l'évoquant. On peut citer le film Jules César (où elle est interprétée par Greer Garson) et la série Rome (où elle est interprétée par Haydn Gwynne). Elle apparaît également, incarnée par Gwen Watford, dans la superproduction Cléopâtre de Joseph L. Mankiewicz, sortie en 1963, où elle s'efface devant la reine d'Égypte lors de son séjour à Rome.